# Harry Allen (tenisista)
Harry Allen, właśc. Harry F. Allen – amerykański tenisista, zwycięzca U.S. National Championships 1903 w grze mieszanej.

## Kariera tenisowa
Harry Allen grał w zawodach tenisowych w pierwszej dekadzie XX w. Podczas U.S. National Championships (obecnie US Open) osiągnął w 1903 ćwierćfinał gry pojedynczej i wygrał turniej gry mieszanej partnerując Helen Chapman.

### Finały w turniejach wielkoszlemowych

#### Gra mieszana (1–0)
| Końcowy wynik | Nr | Data | Turniej                                 | Nawierzchnia | Partnerka     | Przeciwnicy                | Wynik finału |
| ------------- | -- | ---- | --------------------------------------- | ------------ | ------------- | -------------------------- | ------------ |
| Zwycięzca     | 1. | 1903 | U.S. National Championships, Filadelfia | Trawiasta    | Helen Chapman | Carrie Neely W. H. Rowland | 6:4, 7:5     |